# Amon Simutowe
Amon Simutowe (Ndola, 6 gennaio 1982) è uno scacchista zambiano.
Nel 2009 è diventato il primo Grande maestro dell'Africa subsahariana, e il terzo di colore dopo Maurice Ashley e Pontus Carlsson.
Dapprima intenzionato a diventare un calciatore, si avvicinò agli scacchi a dieci anni giocando con suo fratello maggiore Solomon. Dopo pochi mesi decise di abbandonare il calcio e di diventare uno scacchista. In un'intervista data successivamente spiega le ragioni di tale scelta: - « Non dovevo attribuire ad altri la colpa dei miei insuccessi e non dovevo aspettare di avere 18 anni per competere a livello nazionale ».
In dicembre 2006 si è laureato in economia all'Università del Texas a Dallas.

## Principali risultati
Vinse il suo primo torneo a 12 anni e a 13 si aggiudicò il campionato nazionale under-21. Le sue affermazioni secondo cui il campione zambiano in carica era "debole" portarono ad un match tra i due e Simutowe ne uscì sconfitto. L'anno successivo si prese però la rivincita, vincendo il campionato nazionale all'età di 14 anni.
Nel 1998 vinse il torneo zonale dell'Africa, ottenendo il titolo di Maestro Internazionale. Successivamente vinse il campionato africano juniores del 1999 con 12 /13 e quello del 2000 con 11/11. Dopo queste vittorie con punteggi "alla Fischer" diventò noto come "lo squalo dello Zambesi".
Ha rappresentato lo Zambia in tre Olimpiadi degli scacchi (2000, 2002, 2008), realizzando complessivamente +20 =8 –4 (75 %). Ha vinto la medaglia d'argento individuale in prima scacchiera alle Olimpiadi di Istanbul 2000.
Nel 2009 ha vinto il South African Open di Città del Capo con 10,5 /11, conquistando la terza norma di Grande Maestro.
Altri risultati:
- 2000:  vince il South African Open di Alberton in Sudafrica;
- 2000:  pari secondo nel Campionato del mondo juniores (under-20) di Erevan, dietro a Lázaro Bruzón;
- 2007:  in agosto vince il torneo Euwe GM di Amsterdam;[3]
- 2008:  in agosto è sesto nell'Open di Bratto, a un punto dal vincitore Sergej Tivjakov;[4]
- 2008:  in settembre è secondo nel festival Riviera dei Cedri di Belvedere Marittimo, dietro a Tigran Ġaramyan;[5]
- 2009:  in gennaio vince con 8,5 /11 il torneo IM di Mariánské Lázně;
- 2009:  in marzo è secondo dietro a Ante Brkić nell'open A di Zagabria;[6]
- 2010:  pari quinto nell'open di Filadelfia, a mezzo punto dal vincitore Gata Kamskij.[7]